# Hyundai Construction Equipment Europe
Die Hyundai Construction Equipment Europe N.V. (kurz HCEE) operiert als eigenständige Geschäftseinheit innerhalb der Hyundai Construction Equipment Co., Ltd. (HCE), die Teil des Hyundai-Konzerns ist. Das Unternehmen hat seinen Hauptsitz in Tessenderlo in Belgien und ist eine Vertriebs- und Serviceorganisation für Hyundai-Baumaschinen und deren Ersatzteile in Europa. Darüber hinaus dient es als Schulungs- und Weiterbildungszentrum für Händler innerhalb des europäischen Marktes. Betreut werden rund 140 Händler aus etwa 30 Ländern. Seit Ende Dezember 2019 ist Sungwoo Lee als Geschäftsführer eingesetzt.
Zum Unternehmen gehört der Geschäftsbereich Hyundai Material Handling Europe, der sich auf den Vertrieb von Hyundai-Gabelstaplern und -Hubwagen in Europa spezialisiert hat.

## Geschichte
Im Jahr 1993 eröffnete Hyundai zunächst eine Niederlassung in Rotterdam in den Niederlanden. 1995 zog das Unternehmen nach Geel in Belgien um und firmierte fortan als Tochterunternehmen unter dem Namen Hyundai Heavy Industries Europe N.V. (kurz HHIE). Ende des gleichen Jahres begann dort die Endmontage und der Vertrieb von Hyundai-Baumaschinen und Gabelstapler. Im Jahr 1999 wurde dieser Standort in ein reines Vertriebszentrum umgewandelt. Seither kommen die fertig montierten Maschinen von Ulsan in Südkorea auf dem Seeweg zum Hafen von Antwerpen und werden im dortigen Auslieferungslager zum europaweiten Weitertransport an die Kunden bereitgestellt.
Im Jahr 2017 erfolgte die Umbenennung des Unternehmens in Hyundai Construction Equipment Europe. Gleichzeitig wurde das Unternehmen in eine unabhängige Geschäftseinheit umgewandelt. Im selben Jahr zog der Hauptsitz von Geel in die neu errichtete Europazentrale in Tessenderlo um.

## Standorte
Der Hauptsitz des Unternehmens liegt in Tessenderlo unmittelbar an der A 13 und umfasst ein dreigeschossiges Bürogebäude, ein 12.000 m² großes Lager für Ersatzteile sowie eine Ausstellungshalle. Zudem befindet sich auf dem Gelände die sogenannte Hyundai Academy, ein Schulungs- und Weiterbildungszentrum für Hyundai-Händler aus Europa. Eine Besonderheit ist die architektonische Gestaltung des Bürogebäudes; die Gebäudehülle wurde der Fahrerkabine eines Baggers nachempfunden.
In Verrebroek befindet sich unweit des Hafens das sogenannte Customisation Center. Auf einer Fläche von rund 33.000 m² werden die auf dem Seeweg angelieferten Maschinen dort zwischengelagert, bei Bedarf Transportschäden ausgebessert und individuell an Kundenwünsche angepasst.

## Produkte

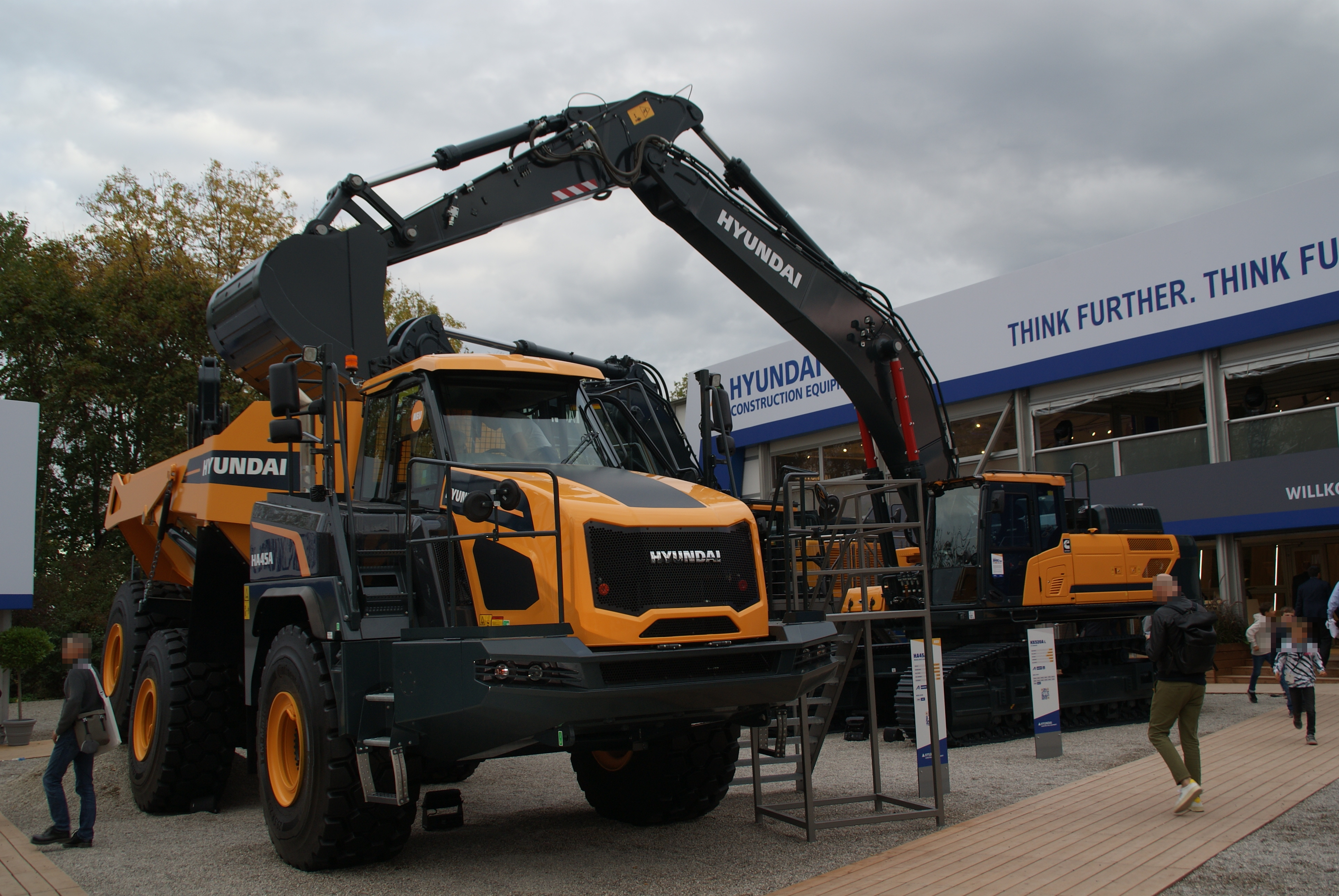
Muldenkipper und Kettenbagger von Hyundai (2022)

Das Unternehmen bietet eine Vielzahl an Hyundai-Baumaschinen an. Dazu gehören Kettenbagger mit einem Einsatzgewicht von 1 bis 52 Tonnen, Radbagger mit einem Einsatzgewicht von 5,5 bis 17,5 Tonnen, Radlader mit einem Einsatzgewicht von 11,5 bis 30,8 Tonnen sowie Muldenkipper mit Knicklenkung.
Der Geschäftsbereich Hyundai Material Handling Europe kümmert sich um den Vertrieb von Hyundai-Gabelstaplern in verschiedenen Größen- und Leistungsklassen, die sowohl mit Flüssiggas-, Diesel- als auch elektrischem Antrieb verfügbar sind. Des Weiteren werden Hubwagen von Hyundai angeboten.